# آرامگاه کارل مارکس

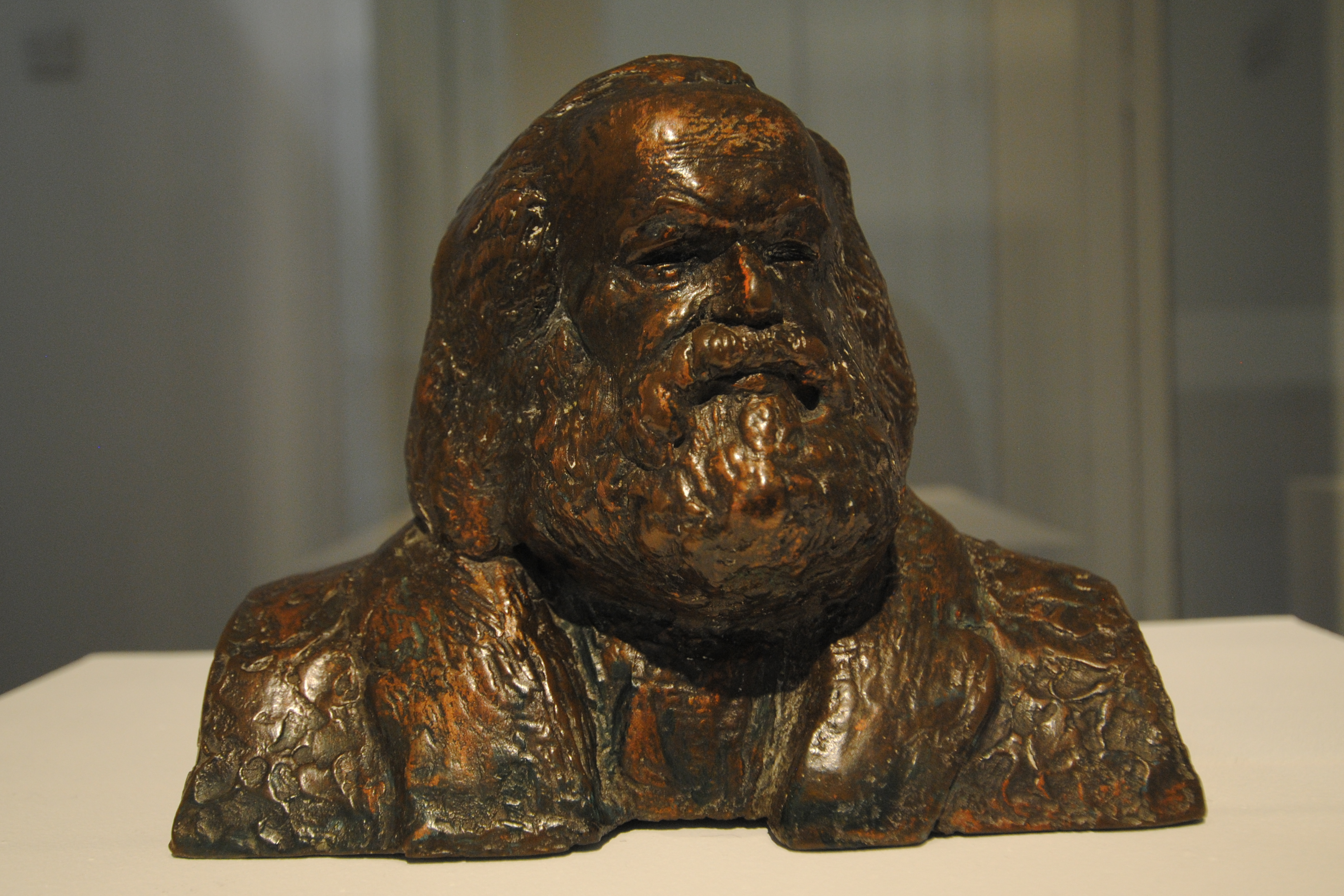

آرامگاه کارل مارکس (انگلیسی: Tomb of Karl Marx) در گورستان هایگیت شرقی در لندن شمالی در انگلستان واقع است. در این آرامگاه، کارل مارکس، همسر او جنی فون وستفالن و دیگر اعضای خانواده آن‌ها به خاک سپرده شده‌اند. اجساد آن‌ها ابتدا در بخش‌های مختلفی از این گورستان دفن شده بودند اما در سال ۱۹۵۴ آن‌ها را در مکان‌های کنونی قرار دادند. بنای فعلی قبر در سال ۱۹۵۶ در حضور هری پولیت، دبیرکل حزب کمونیست بریتانیای کبیر که هزینه آن را پرداخت کرده بود، رونمایی شد. این قبر شامل سردیسی برنزی از مارکس و پایه‌ای از مرمر است که بر روی آن نقل قول‌هایی از مارکس، از جمله کارگران جهان متحد شوید! (جمله آخر مانیفست حزب کمونیست) حک شده‌است. این آرامگاه از زمان ساخته شدن آن تبدیل به یادواره ای برای هواداران وطرفداران مارکس شده‌است. نیز مخالفان این مکتب به آن حملاتی کرده‌اند، از جمله دو بمب‌گذاری که در دهه ۱۹۷۰ انجام شد. آرامگاه مارکس یک بنای فهرست‌شده درجه اول در فهرست بناهای تاریخی انگلستان و با «اهمیت منحصر به فرد» به حساب می‌آید.